# Hermann Bühlbecker

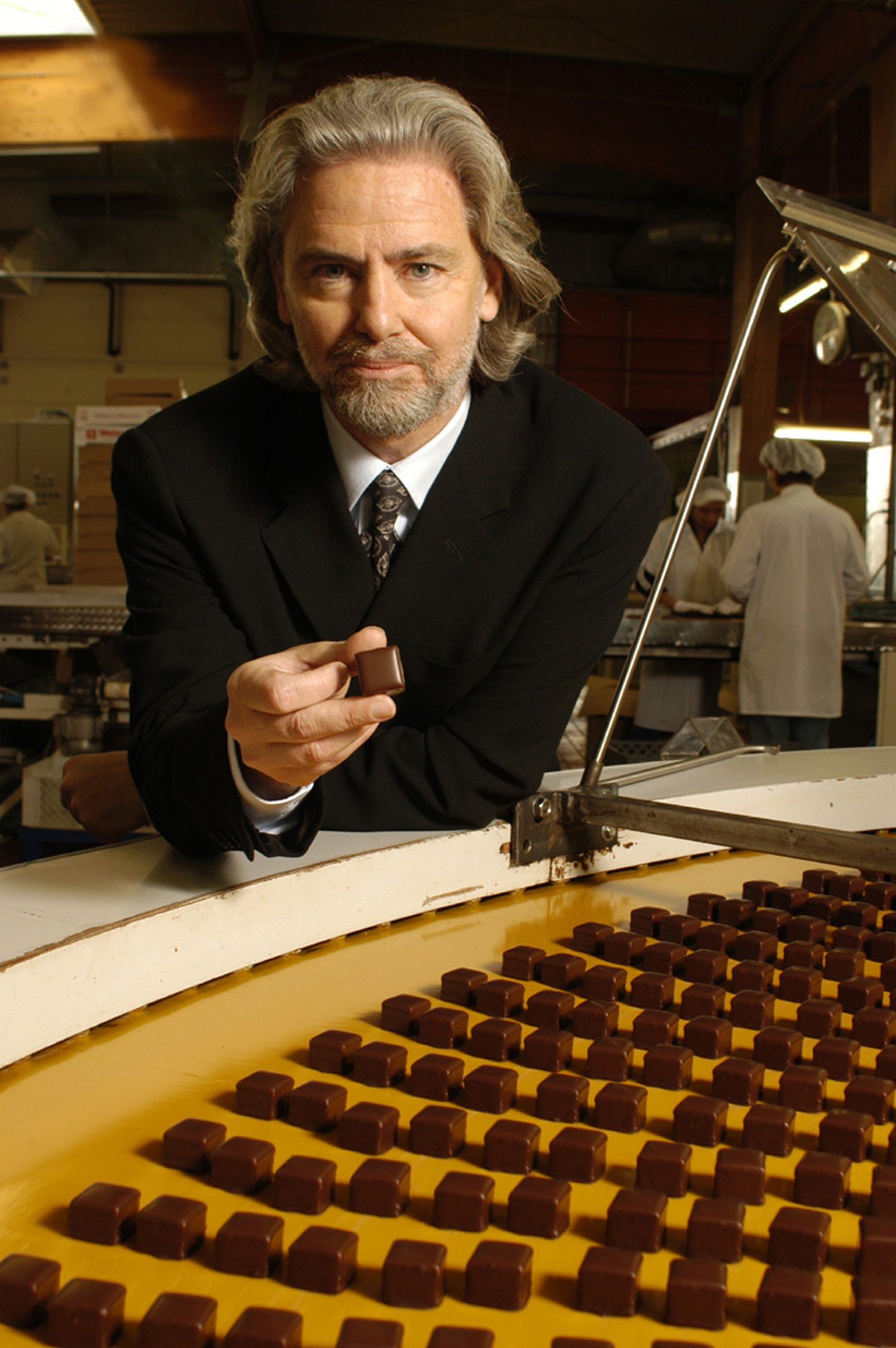
Hermann Bühlbecker (2002) an der Dominostein-Backstraße im Lambertz-Werk Aachen

Hermann Bühlbecker, laut Bundesanzeiger Hermann Kittelberger-Bühlbecker (* 7. Juni 1950 in Aachen), ist ein deutscher Unternehmer in der Süßwarenindustrie. Er war ab 1978 Geschäftsführer der Aachener Printen- und Schokoladenfabrik Henry Lambertz GmbH & Co. KG und wurde 1992 Alleingesellschafter des Unternehmens.

## Leben und Wirken
Der Sohn des Architekten Hermann Bühlbecker und der Rosemarie Bühlbecker, geb. Geller, studierte nach seinem Abitur Betriebswirtschaftslehre an der Friedrich-Alexander-Universität Erlangen-Nürnberg. Sein Studium finanzierte Bühlbecker, der bereits als Jugendlicher eine erfolgreiche Karriere als Tennisspieler beim TK Kurhaus Aachen durchlaufen hatte, als Spieler bei Noris Nürnberg, einem Verein der Tennis-Oberliga, die zu damaliger Zeit mit der heutigen Bundesliga vergleichbar ist.
Kurz nach seinem Abschluss als Diplom-Kaufmann und seiner Promotion zum Dr. rer. pol. überzeugte ihn 1976 sein Onkel Karl F. Kittelberger, Geschäftsführer der Aachener Printen- und Schokoladenfabrik Henry Lambertz GmbH & Co. KG, eine Assistentenstelle im Familienunternehmen zu übernehmen. Damalige Gesellschafter waren Bühlbeckers Mutter Rosemarie, ihre Tante Paula, geb. Geller, und ihr Ehemann Kittelberger. Zu jener Zeit war das Unternehmen, dessen Wurzeln bis in das Jahr 1688 zurückreichen, durch seine einseitige Konzentration auf die Herstellung von Saisongebäck wirtschaftlich stark angeschlagen, verschuldet und musste 1977 einen Großbrand mit Schaden in Höhe von 20 Mio. DM bewältigen. 1978 übernahm Hermann Bühlbecker die Geschäftsführung von seinem Onkel und baute den Betrieb durch Innovationen, besonders auf dem Gebiet des Ganzjahresgebäcks sowie durch strategische Übernahmen weiterer Feingebäckhersteller zu einem der größten Süßwarenhersteller Deutschlands aus. Er erwirtschaftet mit fast 3500 Mitarbeitern in derzeit sieben Niederlassungen, wovon sich eine in Polen und seit 2011 eine in den Vereinigten Staaten befindet, ein Gesamtumsatzvolumen von über 550 Mio. Euro im Jahr 2011. Seit 1992 ist Bühlbecker alleiniger Gesellschafter und Vorsitzender des dreiköpfigen Beirates der Lambertz-Gruppe. Außerdem ist er Mitinhaber der von ihm und Josef Schreinemacher 2011 gegründeten Top Sweets GmbH in Nordkirchen, ein Handelsmarkenproduzent von Süßwaren und Kaugummi, zu dem auch der Brausestäbchenhersteller Sadex gehört.
Neben seinen zahlreichen Verpflichtungen als Unternehmensleiter übernahm Bühlbecker seit dem Sommersemester 2006 einen Lehrauftrag als Dozent und ab 2010 als Honorarprofessor an der International School of Management in Dortmund. Dort lehrt er in Consulting-Workshops, Marktforschungsprojekten und im Fach Entrepreneurship.
Darüber hinaus wurde Bühlbecker im Jahr 2011 zum Honorarkonsul der Republik Elfenbeinküste ernannt, einem Land, das als größter Kakaoproduzent der Welt gilt und mit dem Bühlbecker bereits seit Jahren geschäftsbedingt enge Wirtschaftskontakte pflegte.
Bühlbecker ist Mitglied im Bundesverband der Deutschen Süßwarenindustrie und war hier zwischen 2000 und 2009 stellvertretender Vorsitzender und zugleich Erster Vorsitzender des Ressorts Gebäck, dem er weiterhin als Vorstandsmitglied angehört. Außerdem ist er Mitglied des Wirtschaftssenates im Bundesverband mittelständische Wirtschaft (BVMW) und im Verein Europäischer Wirtschaftssenat (EWS).

## Gesellschaftliches Engagement
Unterstützt durch seine weltweiten wirtschaftlichen Kontakte baute Bühlbecker auch zahlreiche Verbindungen zu bedeutenden Politikern, Künstlern und Institutionen auf, um sich gemeinsam mit ihnen auf vielfältige Art und Weise unter anderem für ihre Stiftungen im sozialen und gesellschaftlichen Bereich zu engagieren. So unterstützt er beispielsweise die American Foundation for AIDS Research (amfAR), die Elton John Aids Foundation und die Deutsche AIDS-Stiftung. Außerdem engagiert er sich bei der Clinton Global Initiative der Clinton Foundation, die sich für den Kampf gegen Armut und gegen Globale Erwärmung sowie für Erziehung, Gesundheit etc. einsetzt. Ferner förderte er die Deutsche Welthungerhilfe, UNICEF und UNESCO Deutschland sowie den Deutschen Kinderschutzbund, den Bundesverband Herzkranke Kinder e.V. (BVHK e.V.) und den Tierschutzverein Aachen. Außerdem engagierte er sich bei Cinema for Peace, einer Stiftung, deren Ziel es ist, das Bewusstsein für die gesellschaftliche und soziologische Relevanz von Filmen zu schaffen sowie den Einfluss von Filmen auf die Wahrnehmung und Behebung von weltweiten sozialen, politischen und humanitären Missständen zu verdeutlichen.
In Ergänzung zu seinem sozialen Engagement hat Bühlbecker nach wie vor einen aktiven Bezug zum Sport. So ist er beispielsweise Mitglied im Kuratorium der Stiftung Deutsche Sporthilfe und sponsert über sein Unternehmen sowohl das CHIO Aachen, die Alemannia Aachen und seinen früheren Tennisverein, den TK Kurhaus Aachen.
Auf gesellschaftlichem Parkett präsentiert Bühlbecker seit 2004 alljährlich die „Lambertz Monday Night“, die traditionell parallel zur Internationalen Süßwarenmesse (ISM) stattfindet. Diese Veranstaltungen finden im Alten Wartesaal in Köln statt. Zu der glamourösen „Schoko & Fashion Show“ sind rund 1000 Gäste geladen, darunter auch zahlreiche nationale und internationale Prominente, Showstars, Schauspieler, Politiker, Diplomaten, Sportler und Wirtschaftsmanager. Seit 2004 wird ebenfalls jährlich ein Fotokalender publiziert. Der Lambertz-Kalender wird in limitierter Auflage von 1000 Stück herausgegeben und ist nicht im Handel erhältlich.

## Ehrungen

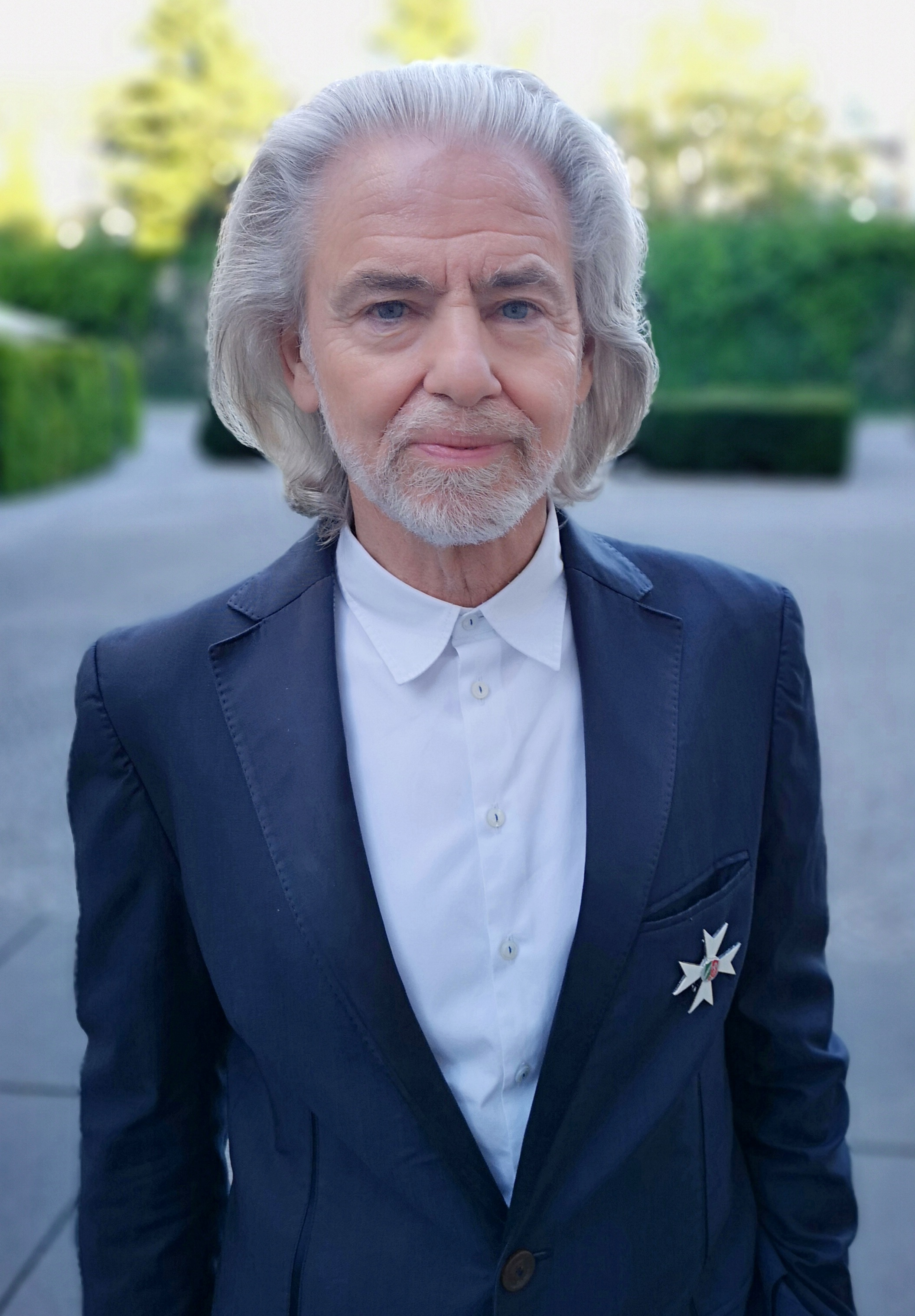
Hermann Bühlbecker (2018) mit dem Verdienstorden des Landes Nordrhein-Westfalen

Für seinen vielseitigen Einsatz wurde Hermann Bühlbecker mehrfach ausgezeichnet und erhielt unter anderem:
- 1988 die „Goldene Uhr“, die höchste Auszeichnung der Süßwarenwirtschaft
- 1998 den „Goldenen Zuckerhut“, die höchste Auszeichnung der deutschen Lebensmittelwirtschaft, vergeben von der Lebensmittel Zeitung
- 1999 den Titel Ehrensenator des Bundesverbandes mittelständischer Wirtschaft
- 2002 den Ehrentitel Entrepreneur des Jahres in Deutschland
- 2004 das Bundesverdienstkreuz am Bande
- 2008 den KIND-Award-Sonderpreis des Vereins Kinderlachen
- 2018 den Verdienstorden des Landes Nordrhein-Westfalen[10]
- 2019 den ISM-Award als erster Deutscher Unternehmer[11]
- 2022 den ECKC-Award mit  Aufnahme in die „Hall of Fame“[12]
- 2023 den Prix the Best in Paris[13]

## Privates
Hermann Bühlbecker ist verheiratet mit Zahra Bühlbecker und hat aus erster Ehe mit einer Französin eine Tochter (* 1996).